# Province de Chanchamayo
La province de Chanchamayo (en espagnol : Provincia de Chanchamayo) est l'une des huit  provinces de la région de Junín, dans le centre du Pérou. Son chef-lieu est la ville de La Merced.

## Géographie
La province couvre une superficie de 4 732,4 km2. Elle est limitée au nord par la région de Pasco, à l'est par la province de Satipo, au sud par la province de Jauja et à l'ouest par la province de Tarma.
Le nom de la province vient du Río Chanchamayo, qui prend sa source dans les Andes et s'écoule en direction du nord-ouest et prend ensuite le nom de Río Perené.

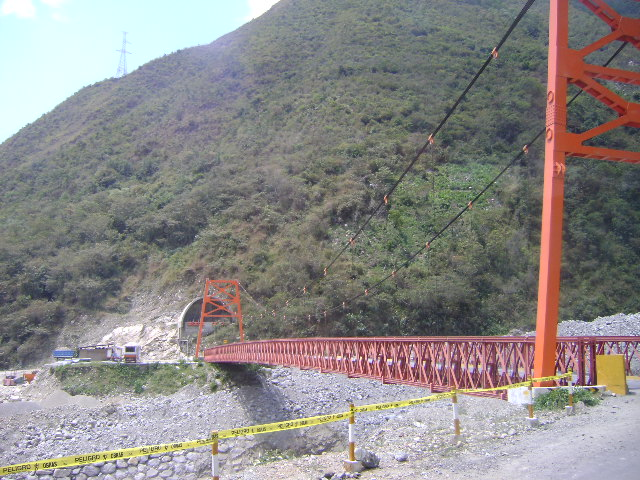
Un pont dans le quartier de San Ramón

## Histoire
Les premiers occupants du territoire de la province furent les Yanesha et les Ashaninkas. La présence des Européens dans la région remonte à 1635, lorsque le père franciscain Juan Jerónimo Jiménez fonda la colonie de San Buena Ventura de Quimiri à 3 km de l'actuelle ville de La Merced. Cette dernière fut fondée 24 septembre 1869 par le colonel Jose Pereyra.

## Population
La population de la province s'élevait à 168 949 habitants en 2007.

## Subdivisions
La province de Chanchamayo est divisée en six districts :
- Chanchamayo
- Perené
- Pichanaqui
- San Luis de Shuaro
- San Ramón
- Vitoc